# Hofsteinach
Hofsteinach war eine kurzlebige Gemeinde in den Landkreisen Coburg und Kronach, Oberfranken, Bayern.
Die Gemeinde Hofsteinach entstand am 1. Januar 1970 im Landkreis Coburg durch den Zusammenschluss der Gemeinden Hof an der Steinach (offiziell: Hof a.d.Steinach) und Steinach an der Steinach (offiziell: Steinach a.d.Steinach). Am 1. Juli 1972 wurde die Gemeinde aus dem Landkreis Coburg in den Landkreis Kronach umgegliedert.
Am 1. Januar 1974 wurde die Gemeinde aufgelöst und in den Markt Mitwitz eingegliedert.